# Titleist
Titleist est une marque américaine d'équipement de golf détenue par la société Acushnet dont le siège social est situé à Fairhaven dans le Massachusetts. La marque, dont le slogan est « The #1 ball in golf », a été fondée en 1932 par Philip E. Young.
La marque Titleist est née d'une vision, et d'une radiographie. C'est un dimanche de 1932 que tout a commencé, alors que Phil Young, un golfeur amateur passionné et propriétaire d'une société de modelage de caoutchouc manque un putt bien contacté lors d'une partie avec son dentiste.
Persuadés que la balle elle-même est la cause de ce putt manqué, Young et son adversaire se rendent au cabinet du dentiste, radiographient la balle en question et découvrent que son noyau n'est en fait pas centré. À la suite de cette découverte, Phil Young convainc Fred Bommer, un camarade diplômé du MIT (Massachusetts Institute of Technology), spécialiste du caoutchouc et golfeur passionné, de prendre la direction de la division Acushnet Golf. Ensemble, ils entreprennent l'élaboration de la balle de la plus haute qualité et la plus performante au monde : une balle qui serait uniforme et constante en termes de qualité, balle après balle.
Il aura fallu à Young et Bommer trois laborieuses années pour mettre au point la première balle Titleist, mais en 1935, lorsque la balle est prête, elle peut vraiment être présentée à des professionnels du monde golfique et à tous golfeurs comme la meilleure balle jamais fabriquée. Fort de son expérience, Young met en place un processus de contrôle encore en vigueur aujourd'hui : chaque balle Titleist est radiographiée.  
Titleist est la propriété du groupe sud-coréen Fila, qui a racheté Acushnet à Fortune Brands en mai 2011. Les balles de golf Titleist, fabriquées aux États-Unis dans les environs de New Bedford, Massachusetts, et aussi à Dolbeau-Mistassini sont réputées dans le monde entier ; la marque produit 30 millions des 80 millions de packs de douze balles vendues dans le monde chaque année. Le groupe produit aussi des clubs et des putter distribués sous la marque Scotty Cameron, de même que des vêtements et des accessoires sous les marques FootJoy (chaussures et gants), Vokey Design, ou Pinnacle.

## Notes et références

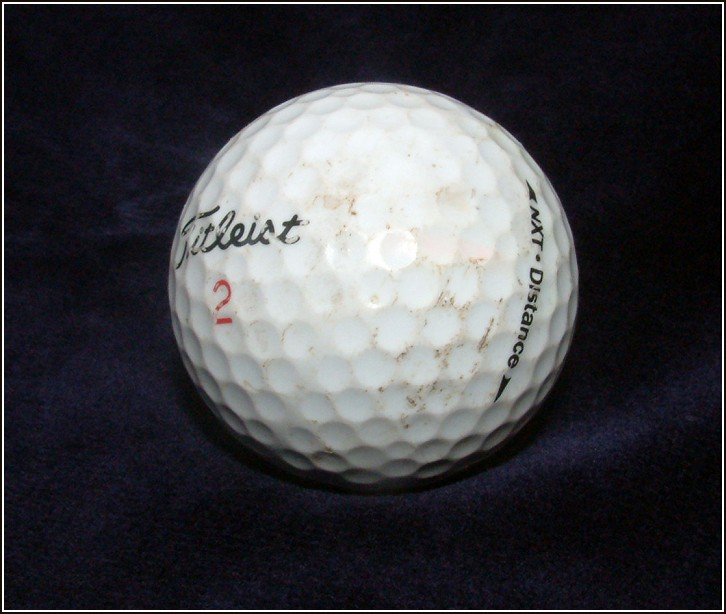
Une balle de golf Titleist.